# Équipe d'Australie de rugby à XV au tri-nations 2002
L'Équipe d'Australie de rugby à XV au tri-nations 2002 est composée de 22 joueurs. Elle termine deuxième de la compétition avec 11 points, deux victoires et deux défaites.

## Résultats
|                 |                                                   |             |                                        |  |                                         |
| 13 juillet 2002 |                                                   |             |                                        |  |                                         |
|                 | Nouvelle-Zélande                                  | 12 - 6      | Australie                              |  | Christchurch, Nouvelle-Zélande          |
|                 |                                                   | (MT: 6–3)   |                                        |  | Arbitre : J. Kaplan (Afrique du Sud)    |
|                 | Pénalités : Mehrtens (4)                          |             | Pénalités : Burke (2)                  |  |                                         |
|                 |                                                   |             |                                        |  |                                         |
| 27 juillet 2002 |                                                   |             |                                        |  |                                         |
|                 | Australie                                         | 38 - 27     | Afrique du Sud                         |  | Brisbane, Australie                     |
|                 |                                                   | (MT: 27–10) |                                        |  | Arbitre : S. Lander (Angleterre)        |
|                 | Essais: Latham (2), Tune, Mortlock                |             | Essais: Joubert (2), Skinstad, Russell |  |                                         |
|                 | Transformations : Burke (3)                       |             | Transformations : Pretorius (2)        |  |                                         |
|                 | Pénalités : Burke (3), Mortlock                   |             | Pénalités : Pretorius                  |  |                                         |
|                 |                                                   |             |                                        |  |                                         |
| 3 août 2002     |                                                   |             |                                        |  |                                         |
|                 | Australie                                         | 16 - 14     | Nouvelle-Zélande                       |  | Sydney, Australie                       |
|                 |                                                   | (MT: 8–3)   |                                        |  | Arbitre : A. Watson (Afrique du Sud)    |
|                 | Essais : Rogers, Sharpe                           |             | Essais : McCaw                         |  |                                         |
|                 | Pénalités : Burke (2)                             |             | Pénalités : Mehrtens (3)               |  |                                         |
|                 |                                                   |             |                                        |  |                                         |
| 17 août 2002    |                                                   |             |                                        |  |                                         |
|                 | Afrique du Sud                                    | 33 - 31     | Australie                              |  | Johannesburg, Afrique du Sud            |
|                 |                                                   | (MT: 14–9)  |                                        |  | Arbitre : P. O'Brien (Nouvelle-Zélande) |
|                 | Essais : Paulse (2), Greeff, Russell, van Niekerk |             | Essais : Kefu, Cannon, Rogers          |  |                                         |
|                 | Transformations : Greeff (4)                      |             | Transformations : Burke (2)            |  |                                         |
|                 |                                                   |             | Pénalités : Burke (3)                  |  |                                         |
|                 |                                                   |             | Drop Goals : Gregan                    |  |                                         |

## Classement
| Rang | Pays             | J | V | N | D | Bo | Bd | Pm  | Pe  | Diff | Pts |
| ---- | ---------------- | - | - | - | - | -- | -- | --- | --- | ---- | --- |
| 1    | Nouvelle-Zélande | 4 | 3 | 0 | 1 | 2  | 1  | 97  | 65  | +32  | 15  |
| 2    | Australie (T)    | 4 | 2 | 0 | 2 | 1  | 2  | 91  | 86  | +5   | 11  |
| 3    | Afrique du Sud   | 4 | 1 | 0 | 3 | 2  | 1  | 103 | 140 | -37  | 7   |

|  | Vainqueur de la compétition (no 1). |
|  | T : Tenant du titre 2001            |

Attribution des points : victoire sur tapis vert : 5, victoire : 4, match nul : 2, défaite : 0, forfait : -2 ; plus les bonus (offensif : 3 essais de plus que l'adversaire ; défensif : défaite par 7 points d'écart ou moins).
Règles de classement : ?

## Composition de l'équipe
L'équipe était entraînée par Eddie Jones. Les joueurs suivants ont joué pendant ce Tri-nations 2002.

### Première ligne
- Brendan Cannon (2 matchs, 2 comme remplaçant, 1 essai, 5 points)
- Ben Darwin (4 matchs, 3 comme remplaçant, 1 comme titulaire)
- Rod Moore (1 match, 1 comme remplaçant)
- Patricio Noriega (3 matchs, 3 comme titulaire)
- Jeremy Paul (4 matchs, 4 comme titulaire)
- Bill Young (4 matchs, 4 comme titulaire)

### Deuxième ligne
- Matthew Cockbain (4 matchs, 4 comme remplaçant)
- Justin Harrison (4 matchs, 4 comme titulaire)
- Nathan Sharpe (4 matchs, 4 comme titulaire, 1 essai, 5 points)

### Troisième ligne
- Owen Finegan (4 matchs, 4 comme titulaire)
- Toutai Kefu (4 matchs, 4 comme titulaire, 1 essai, 5 points)
- David Lyons (4 matchs, 4 comme remplaçant)
- George Smith (4 matchs, 4 comme titulaire)

### Demi de mêlée
- George Gregan (4 matchs, 4 comme titulaire, 1 drop, 3 points)

### Demi d’ouverture
- Elton Flatley (3 matchs, 3 comme remplaçant)
- Stephen Larkham (4 matchs, 4 comme titulaire)

### Trois-quarts centre
- Matt Burke (4 matchs, 4 comme titulaire, 5 transformations, 10 pénalités, 40 points)
- Dan Herbert (4 matchs, 4 comme titulaire)

### Trois-quarts aile
- Stirling Mortlock (4 matchs, 4 comme titulaire, 1 essai, 1 pénalité, 8 points)
- Mat Rogers (4 matchs, 4 comme remplaçant, 2 essais, 10 points)
- Ben Tune (4 matchs, 4 comme titulaire, 1 essai, 5 points)

### Arrière
- Chris Latham (4 matchs, 4 comme titulaire, 2 essais, 10 points)